# Seimeni
Seimeni (in passato Seimenii Mari) è un comune della Romania di 2 115 abitanti, ubicato nel distretto di Costanza, nella regione storica della Dobrugia.
Il comune è formato dall'unione di 3 villaggi: Dunărea, Seimeni, Seimenii Mici.